# 行政上の強制執行
行政上の強制執行（ぎょうせいじょうのきょうせいしっこう）とは、行政強制のうち行政上の義務の不履行に対し、行政権の主体が将来に向かって実力をもって、その義務を履行させ、又はその履行があったと同様の状態を実現させる作用をいう。

## 概要
私法上の義務の強制は、自力救済禁止の原則により私人自らが行うことができず、司法権の作用（民事上の強制執行・司法的強制）として行われる。これに対し行政上の義務の強制は、迅速性が求められる場合があることや行政自身が公共的性格を持つことなどから、行政権の主体が司法権に頼らず自らが行うことができる。
行政上の強制執行は、義務の履行を強制するために、通常、国民の身体又は財産に対し新たな侵害を加えることを内容とするものであることから、常に法律の定める要件に従い、その厳重な制約の下に行わなければならない。このようなことから、行政上の強制執行について、一般的な根拠法として行政代執行法及び多くの法律で準用される事実上の根拠法として国税徴収法があるほか、土地収用法第102条の2などのように、それぞれの行政法規のなかに具体的に規定されている。
条例が根拠法となるかについては争いがあるが、行政代執行以外は、認められないとするのが通説である（行政代執行法第2条の反対解釈）。

## 例
例えば、
- 警察上の強制執行
- 税金の強制徴収
- 違法建築物の強制的な取り壊し

などがある。

## 種類

### 行政代執行
代替的作為義務（他人が代わってなすことができる行為の義務）に関する強制執行手続き。行政自らが是正の措置をとる。
- 行政代執行法[1]
- 建築基準法第9条12項
- 土地収用法第102条の2
- 火薬類取締法
- 伝染病予防法26条、27条

### 直接強制
義務の不履行があった場合、直接に義務者の身体や財産に実力を加えること。例外的に個々の法令で認められる。
- 旧性病予防法
- 成田国際空港の安全確保に関する緊急措置法3条8項[注釈 2][3]

### 執行罰
義務の不履行に対して、過料を課すことを通告し履行を促し、履行しないときは、徴収することによって将来に向かって義務の履行を強制すること。義務の履行があるまで何度でも課すことができ、刑事罰や行政罰との併科も可能。
- 砂防法36条[注釈 3][1]

### 強制徴収
公法上の金銭債権を滞納処分の手続きにより自ら強制的に取立てること。法律上は「滞納処分」と呼ばれる。

国税または地方税はそれぞれの法の定めに従い強制徴収される。

それ以外の公法上の金銭債権は個別法に「国税滞納処分の例による」などの定めがないときは、当然に強制徴収の対象とはならない。
- 国税徴収法第47条[1]
強制徴収手続：財産の差押え、財産の換価、換価代金の配当

## 民事上の強制執行との関係

### 行政上の強制執行ができない場合
行政上の強制執行ができない場合、民事上の強制執行によるとするのが通説である。しかし、最高裁は、平成14年7月9日、「国又は地方公共団体が専ら行政権の主体として国民に対して行政上の義務の履行を求める訴訟は、裁判所法3条1項にいう法律上の争訟に当たらず、これを認める特別の規定もないから、不適法というべきである」とした（宝塚市パチンコ店規制条例事件）。
- 宝塚市パチンコ店規制条例事件 - 最高裁判決（平成14年7月9日）

### 行政上の強制執行ができる場合
行政上の強制執行ができる場合、「簡易迅速な行政上の強制徴収の手段によらしめることが、もつとも適切かつ妥当」であり、「法律上特にかような独自の強制徴収の手段を与えられていながら、この手段によることなく、一般私法上の債権と同様、訴えを提起し、民訴法上の強制徴収の手段によつてこれらの債権の実現を図ることは、前示立法の趣旨に反」するため、民事上の強制執行はできない（最高裁判決昭和41年2月23日）とするのが通説・判例である。
- 最高裁判決（昭和41年2月23日）